# Joseph W. Ferman
Joseph W(olfe) Ferman (Lida Litouwen, 8 juni 1906-1974) was een Litouws-Amerikaanse redacteur en uitgever van sciencefiction en fantasy.
Na Fermans emigratie naar de Verenigde Staten ging hij werken bij de Mercury Press.  Hij was medeoprichter van het tijdschrift The Magazine of Fantasy & Science Fiction in 1949 en werd in 1954 zijn uitgever. Van december 1964 tot december 1965 was hij in naam de redacteur van het blad, in werkelijkheid bekleedde zijn zoon, Edward L. Ferman, die post. Edward volgde hem in 1970 op als uitgever en Joseph werd toen  voorzitter van de raad van bestuur van wat eigenlijk een familiebedrijfje was geworden. 
Andere tijdschriften die hij heeft uitgegeven zijn: Venture Science Fiction, Mercury Mystery Book-Magazine, Bestseller Mystery Magazine, P. S. en Inner Space. Hij bracht in 1964 de bloemlezing No Limits uit met verhalen uit Venture Science Fiction.